# Günter Schlicht
Günter Schlicht (* 26. Juni 1923 in Königsberg) war ein deutscher Architekt und Politiker. Er war Mitglied der Bremischen Bürgerschaft (SRP).

## Biografie
Schlicht absolvierte zunächst eine Ausbildung als technischer Praktikant bei der Reichsbahn.
Er war seit September 1941 Mitglied der Nationalsozialistischen Deutschen Arbeiterpartei (NSDAP).
Im August 1945 Zuzug von Crailsheim nach Bremen und dort seit 1949 als Architekt, Bauunternehmer und Inhaber eines Kunststoff verarbeitenden Betriebs berufstätig.
Für die nationalsozialistisch ausgerichtete Sozialistische Reichspartei war er von Oktober 1951 bis zum Verbot der Partei im Oktober 1952 Mitglied der Bremischen Bürgerschaft.
Im August 1969 ist Schlicht nach Berlin verzogen.